# Pontardawe
Pontardawe ist eine Kleinstadt in der Principal Area Neath Port Talbot County Borough in Wales.

## Geografie
Pontardawe bildet einen Teil des County Boroughs Neath Port Talbot. Am gegenüberliegenden Ufer des Flusses Tawe wird das Dorf Alltwen, das zur Gemeinde Cilybebyll gehört, getrennt von Pontardawe verwaltet, hat aber enge Verbindungen zur Stadt. Pontardawe liegt an der Kreuzung der Straßen A474 und A4067. Pontardawe entstand als kleine Siedlung am nordwestlichen Ufer des Tawe. Es bildet heute eine eigene Community.

## Geschichte
Der Name, der übersetzt „Brücke am Tawe“ bedeutet, taucht erstmals 1729 auf einer Karte auf, als „Pont-ar-Dawye“ in Emmanuel Bowens New and Accurate Map of South Wales. Bis 1796 hatte der Swansea-Kanal Pontardawe mit den Swansea Docks verbunden. Die Erreichbarkeit durch den Kanal ermöglichte die industrielle Entwicklung der Gegend, die mit der Eisenhütte Ynysderw im Jahr 1835 begann. In der Nähe der Eisenhütte wurden Weißblech- und Stahlwerke zur Grundlage der Entwicklung der Stadt in der zweiten Hälfte des 19. Jahrhunderts und exportierten Produkte in alle Teile der Welt. Der Industrielle William Parsons of Neath (1795–1864) entwickelte die frühe Industrie der Stadt, aber ab 1861, für die nächsten 90 Jahre, war die Familie Gilbertson die wichtigsten Eigentümer in der Stadt und stellte Eisen, Stahl und Weißblech her. Neben der Metallverarbeitung gab es auch einen bedeutenden Kohlebergbau in der Gegend und eine Töpferei in Ynysmeudwy. Diese Industrien gingen im 20. Jahrhundert zurück. Kleine Maschinenbaufirmen, Motorwartung, Baubedarf und ein Gesundheitszentrum befinden sich im Alloy Industrial Estate.
Die Kirche St. Peter mit Architektur im französischen Stil wurde von William Parsons finanziert und 1862 fertiggestellt.
Von 1861 bis 1964 verband eine Eisenbahnlinie Pontardawe mit dem Rest des Tals und dem weiteren Umland. Die Swansea Vale Railway (SVR) wurde 1845 gegründet, um die kurze Straßenbahnlinie auszubauen und zu erweitern, die fast 30 Jahre zuvor eröffnet worden war, um die Kohle im unteren Teil des Tals zu den Docks von Swansea zu transportieren. Sie wurde 1861 bis Pontardawe und Ystalyfera und 1863 bis Brynamman verlängert. Die Bahnstrecke durch Pontardawe wurde schließlich 1964 geschlossen.

## Sehenswürdigkeiten
Das bekannteste Wahrzeichen ist der hohe Turm der St. Peter’s Church, der das Zentrum der Stadt von seinem Standort auf einem hohen Punkt der Talsohle in der Nähe des Swansea-Kanals dominiert.
Die Stadt umfasst zwei Abschnitte des Swansea-Kanals mit einer Gesamtlänge von 2,5 Meilen (4,0 km). Die alte Steinbrücke von Pontardawe wurde von William Edwards, einem berühmten Brückenbauer, gebaut. Er baute auch die Alte Brücke in Pontypridd, die bei ihrer Errichtung die längste einfeldrige Brücke der Welt war, sowie die Brücke in Cenarth. Edwards war auch für den Entwurf von Morriston verantwortlich, einer neuen Stadt, die von dem Industriellen Sir John Morris aus dem Swansea Valley entwickelt wurde.

## Persönlichkeiten
- Ron Ainge (1920–2008), Fußballspieler
- Mary Hopkin (* 1950), Sängerin